# فيك دوغان
فيك دوغان (بالإنجليزية: Vic Duggan)‏ هو متسابق دراجات نارية أسترالي، ولد في 16 أكتوبر 1910 في مايتلاند في أستراليا، وتوفي في 24 مارس 2007.